# Aljassa subpallida
Aljassa subpallida là một loài nhện trong họ Anyphaenidae.
Loài này thuộc chi Aljassa. Aljassa subpallida được Ludwig Carl Christian Koch miêu tả năm 1866.